# Kuwejt
Kuwejt, Państwo Kuwejt (‏دولة الكويت‎, trl. Dawlat al-Kuwayt, trb. Daulat al-Kuwajt) – państwo położone w południowo-zachodniej Azji, na północno-zachodnim wybrzeżu Zatoki Perskiej. Graniczy z Irakiem (242 km) i Arabią Saudyjską (222 km) – łączna długość granic lądowych wynosi 464 km, ponadto 499 km wybrzeża morskiego.

## Warunki naturalne
- Powierzchnia nizinna, głównie (92,2%) pustynie i półpustynie. Najwyższe tereny w północno-zachodniej części kraju osiągają 306 m n.p.m. Użytki rolne stanowią 0,2% powierzchni kraju, łąki – 7,5%, a lasy – 0,1% powierzchni.
- Brak stałych rzek, okresowe – po większych opadach. Ciągły deficyt wody powoduje, że flora i fauna są bardzo ubogie, obejmują głównie typowe gatunki pustynne.
- Klimat zwrotnikowy kontynentalny suchy. Średnia temperatura stycznia 12 °C, lipca 35 °C. Zimy chłodne, silne północne wiatry z burzami piaskowymi. Lato suche i gorące, często temperatura przekracza +50 °C. Opady – wyłącznie deszcze w półroczu zimowym, często ulewne; śr. opady roczne 100–200 mm.
- Zasoby naturalne: ogromne złoża ropy naftowej.

## Historia
Tereny obecnego Kuwejtu w VII wieku znalazły się w granicach kalifatu arabsko-muzułmańskiego. Na początku XVI wieku na terenie obecnego Kuwejtu powstała portugalska faktoria handlowa. W 1710 roku uciekinierzy z terenów dzisiejszej Arabii Saudyjskiej założyli miasto Kuwejt.  Od 1756 roku kraj znajdował pod władzą panującej do dziś dynastii as-Sabah, a w 1899 roku stał się protektoratem brytyjskim. Gospodarkę kraju zmienił fakt odkrycia w 1938 roku złóż ropy naftowej, już w 1945 roku Kuwejt stał się światowym potentatem w wydobyciu ropy. Od początku 1961 roku zaczęło się przejmowanie władzy przez Kuwejtczyków z brytyjskich rąk i wprowadzanie przez nich prawa miejscowego. 19 czerwca 1961 roku Kuwejt uzyskał niepodległość po podpisaniu układu z Wielką Brytanią dającego Kuwejtowi gwarancje wojskowe.
W 1961 roku Kuwejt wstąpił do Ligi Państw Arabskich. W 1963 roku Irak potwierdził wcześniejsze ustalenia z lat 1913 i 1932 o granicy między państwami. W 1969 roku Kuwejt i Arabia Saudyjska podpisały układ o podziale między siebie Strefy Neutralnej nazywanej od tej pory Strefą Podzieloną.
2 sierpnia 1990 roku Irak dokonał inwazji na Kuwejt i opanował całe terytorium znacznie słabszego sąsiada w ciągu kilku dni. W kraju jednocześnie miał miejsce proiracki zamach stanu, w wyniku którego powstała Republika Kuwejtu. Od początku państwo to było traktowane przez Saddama Husajna jako byt przejściowy; pod koniec sierpnia włączono je, jako 19. prowincję, w skład państwa irackiego. W lutym 1991 roku siły ONZ pod dowództwem Stanów Zjednoczonych – po trwającej około 6 tygodni wojnie odbiły Kuwejt z rąk irackich i przekazały władzę dotychczasowemu monarsze. Wycofujące się z Kuwejtu wojska irackie z rozmysłem niszczyły infrastrukturę kraju, w tym szyby naftowe.

## Ludność
- Skład etniczny: Arabowie 80%, Azjaci 9%, Irańczycy 4%, pozostali 7%
- Religia państwowa: islam sunnicki

### Religia
Struktura religijna kraju w 2010 roku według Pew Research Center:
- islam – 74,1% (2 030 000)
- chrześcijaństwo – 14,3% (390 000)
  - katolicyzm – 8,5% (230 000)
  - prawosławie – 4,7% (130 000)
  - protestantyzm – 1,1% (30 000)
- hinduizm – 8,5% (230 000)
- buddyzm – 2,8% (80 000)
- Pozostali – 0,4% (10 000)

## Polityka
- Ustrój polityczny: monarchia konstytucyjna
- Parlament: Zgromadzenie Narodowe (50-miejscowe)
- Konstytucja: z 11 listopada 1962
- Święto państwowe: 25 lutego (1950 roku)

Zobacz też: stosunki polsko-kuwejckie.

## Siły zbrojne
Kuwejt dysponuje trzema rodzajami sił zbrojnych: Wojskami Lądowymi, Marynarką Wojenną oraz Siłami Powietrznymi. Uzbrojenie Sił Lądowych Kuwejtu składało się w 2014 roku z: 368 czołgów, 932 opancerzonych pojazdów bojowych, 98 dział samobieżnych oraz 27 wieloprowadnicowych wyrzutni rakietowych. Marynarka Wojenna Kuwejtu dysponowała w 2014 roku 26 okrętami obrony przybrzeża. Kuwejckie Siły Powietrzne z kolei posiadały w 2014 roku uzbrojenie w postaci m.in. 27 myśliwców, 29 samolotów transportowych, 29 samolotów szkolno-bojowych, 42 śmigłowców oraz 16 śmigłowców szturmowych.
Wojska kuwejckie w 2014 roku liczyły 15,5 tys. żołnierzy zawodowych oraz 31 tys. rezerwistów. Według rankingu Global Firepower (2014) kuwejckie Siły Zbrojne stanowią 74. siłę militarną na świecie, z rocznym budżetem na cele obronne w wysokości 5,2 mld dolarów (USD).

## Gospodarka
- PKB na osobę wynosi 31 051 USD.
- Struktura PKB: rolnictwo 0,4% przemysł 48,3% usługi 51,3%
- Główne towary eksportowane: ropa naftowa i jej produkty, nawozy sztuczne, gaz ziemny, przetwory rybne.
- Główne towary importowane: maszyny, urządzenia, sprzęt transp., żywność

## Nauka
Badania naukowe w Kuwejcie prowadzą Kuwejcki Instytut Badań Naukowych, założony w 1967 oraz Kuwejcka Narodowa Rada Kultury, Sztuki i Literatury, założona w 1973 roku. Najważniejszą uczelnią w Kuwejcie jest założony w 1962 roku Uniwersytet Kuwejcki.

## Geneza nazwy państwa
Nazwa Kuwejt jest zdrobnieniem od arabskiego słowa kut (ﻛﻮت), oznaczającego "forteca". "Kut" oznacza też "przybrzeżną osadę", wówczas "Kuwait" oznacza bądź zdrobnienie ("mała osada nadmorska"), bądź – rzadziej – zgrubienie tego słowa.

## Podział administracyjny
Kuwejt podzielony jest na 6 gubernatorstw (muhafaza, l.mn. muhafazat):
| No.   | Muhafaza         | Stolica          | Powierzchnia km² | Populacja (cenzus 2005) |  |
| 1     | Al-Dżahra        | Al-Dżahra        | 12 130           | 272 373                 |  |
| 2     | Al-Asima         | Kuwejt           | 200              | 261 013                 |  |
| 3     | Al-Farwanijja    | Al-Farwanijja    | 190              | 622 123                 |  |
| 4     | Hawalli          | Hawalli          | 84               | 487 514                 |  |
| 5     | Mubarak al-Kabir | Mubarak al-Kabir | 94               | 176 519                 |  |
| 6     | Al-Ahmadi        | Al-Ahmadi        | 5 120            | 393 861                 |  |
| RAZEM | RAZEM            | RAZEM            | 17 818           | 2 213 403               |  |